# Camí de Valls
El Camí de Valls unia la ciutat de Reus amb la de Valls. Sortia de la Plaça de la Sang pel carrer conegut com a Camí de Valls, travessava la Riera del Petroli i el Barranc del Cementiri, i poc després desembocava a la carretera de Sant Ramon, o del Morell construïda pel damunt de l'antic camí durant un trajecte d'uns dos quilòmetres, fins al lloc on la carretera s'interna al terme de Constantí. Llavors l'antic camí reapareix i forma la divisòria entre el Burgar i el terme de Constantí. És un camí carreter que encara s'utilitza.